# Oligostachyum yonganense
Oligostachyum yonganense là một loài thực vật có hoa trong họ Hòa thảo. Loài này được Y.M.Lin & Q.F.Zheng mô tả khoa học đầu tiên năm 1995.